# Егорье (Вологодская область)
Егорье — село в Междуреченском районе Вологодской области на реке Вострокса.
Входит в состав Ботановского сельского поселения (с 1 января 2006 года по 8 апреля 2009 года входило в Хожаевское сельское поселение), с точки зрения административно-территориального деления — в Хожаевский сельсовет.
Расстояние до районного центра Шуйского по автодороге — 45 км.
По переписи 2002 года население — 4 человека.